# Bildstock (Katzenbach, Kreisstraße 34, Schläglein)

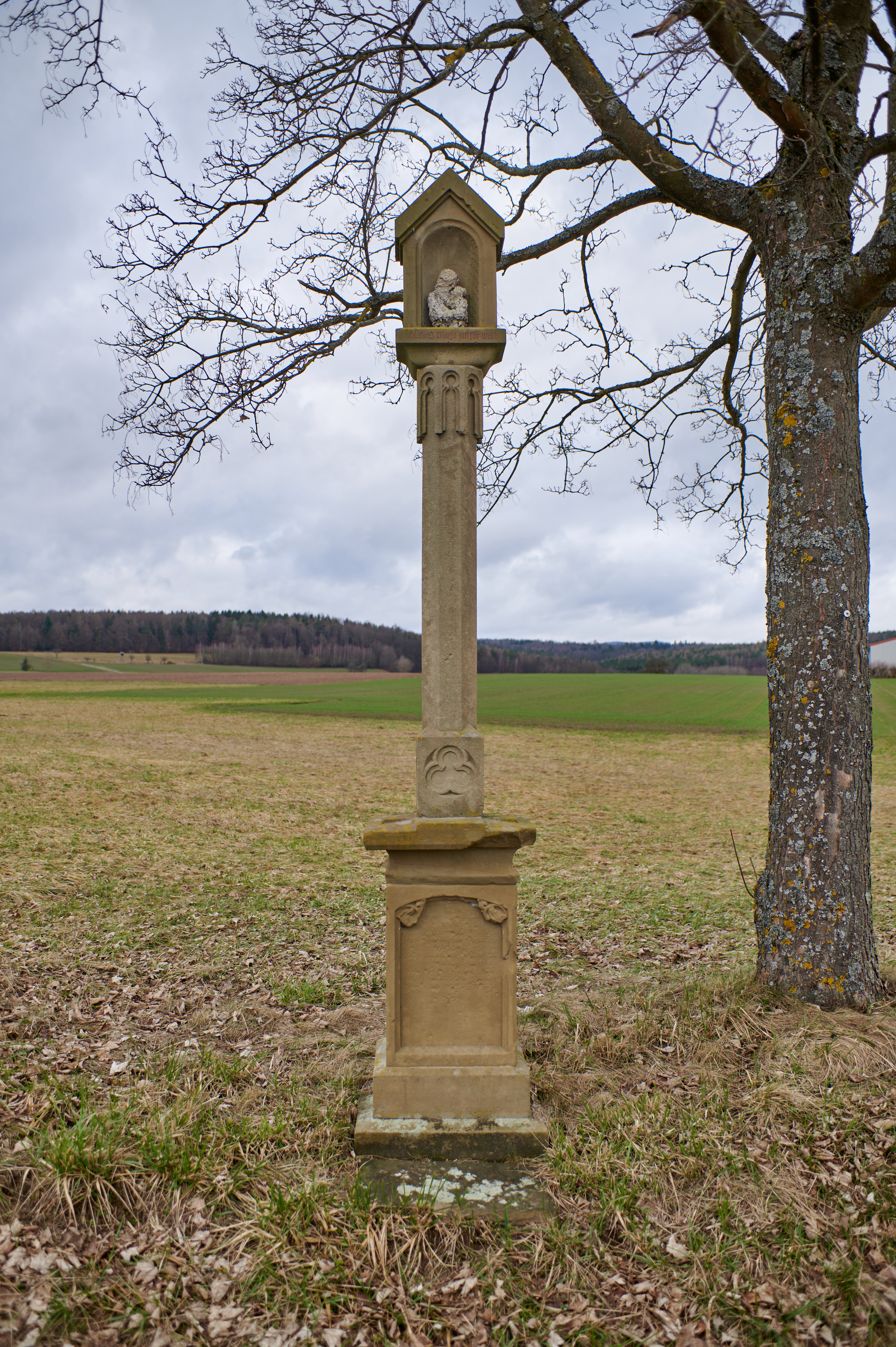
Kreuzdachbildstock in Katzenbach an der Kreisstraße KG 34, Flur Schläglein.

Der Bildstock, Kreisstraße 34, Schläglein befindet sich in Katzenbach, einem Gemeindeteil des Marktes Burkardroth im unterfränkischen Landkreis Bad Kissingen an der Kreisstraße KG 34 zwischen Singenrain und Katzenbach an der Flur Schläglein.
Der Bildstock gehört zu den Baudenkmälern von Burkardroth und ist unter der Nummer D-6-72-117-34 in der Bayerischen Denkmalliste registriert.

## Beschreibung
Der 3,30 m Bildstock besteht aus gelbem Sandstein und entstand im Jahr 1893.
Der achtteilige Bildstock besteht aus einem Trittstein, einem vierteiligen Sockel, einem Schaft und einem Aufsatz. Der 8 cm hohe Trittstein besteht aus grauem Sandstein und hat die Abmessungen 63 cm × 37 cm. Der insgesamt 1,20 m hohe Tischsockel hat unten bis zu einer Höhe von 20 cm die Abmessungen 68 cm × 56 cm, danach 46 cm × 42 cm, dann eine Wulst, eine Kehle und eine Abschlussplatte mit den Abmessungen 62 cm × 50 cm. Darauf befindet sich ein Schaft mit einem 30 cm hohen Schaftsockel mit den Abmessungen 24 cm × 24 cm und einem Achtkantschaft (7-7-7-9-7-7-7 - 9 cm) mit einem 28 cm hohen Zahnkapitell. Der Schaft ist insgesamt 65 cm hoch. Darauf befindet sich ein Tafelhaus mit Spitzdach und Untersatzplattform. Der Untersatz ist vom Kapitell ausschwingend; die Höhe beträgt 15 cm und die Breite 46 cm. Das Tafelhaus hat eine Gesamthöhe von 65 cm, eine Breite von 40 cm und eine Dicke von 20 cm.
Die Sockelzier besteht an der Schauseite aus einer Nische mit Halbbogenabschluss und Pflanzenzier. Die Inschrift ist nach einer Restaurierung unleserlich.
Auf der linken Seite befindet sich eine Stifterinschrift in gotischer Schrift:

„Gestiftet von .....ra

.....

geb. .....ller

Katzenbach

1893“

Die Schaftsockelzier besteht an der Schauseite aus einem 4-Blattmotiv und an allen anderen drei Seiten aus einem Dreimotiv (Dreifaltigkeit). Der sekundäre Nischeneinsatz besteht aus Gips und zeigt eine Muttergottes mit Kind.